# Harry Ryan
Harry Edgar Ryan (21 de novembro de 1893 — 14 de abril de 1961) foi um ciclista britânico que correu durante a I Guerra Mundial e competiu nos Jogos Olímpicos de Antuérpia em 1920.
Nessas Olimpíadas em 1920, ele participou de dois eventos: no tandem formando parceria com Thomas Lance, ganhando a medalha de ouro à frente dos adversários sul-africana e holandesa. Na perseguição individual, foi o terceiro e ganhou a medalha de bronze,
atrás de Maurice Peeters e Horace Johnson.